# مجیب جمالی
مجیب جمالی (انگلیسی: Modjieb Jamali؛ زادهٔ ۳۰ آوریل ۱۹۹۱) بازیکن فوتبال اهل افغانستان است.
از باشگاه‌هایی که در آن بازی کرده‌است می‌توان به باشگاه فوتبال کیکرز اوفنباخ و باشگاه فوتبال سن پائولی اشاره کرد.
وی همچنین در تیم ملی فوتبال افغانستان بازی کرده‌است.